# Bereźniki (rejon kowelski)
Bereźniki (ukr. Березники) – wieś na Ukrainie w rejonie kowelskim, w obwodzie wołyńskim. Miejscowość została założona w 1842 roku. W II Rzeczypospolitej wchodziła w skład gminy wiejskiej Lelików w powiecie kobryńskim województwa poleskiego. Do II wojny światowej w pobliżu wsi znajdowały się chutory: Łysucha, Ostrów oraz Zaświacie. Obecnie większość z nich weszła administracyjnie w skład wsi.
W pobliżu wsi znajduje się jezioro Zaświacie.
Do 2020 w rejonie ratnieńskim.